# Georges Lenssen
Georges M.Ch.W. Lenssen, né le 12 avril 1953 à Mechelen-aan-de-Maas, est un homme politique belge flamand, membre de VLD.
Il est licencié en sciences économiques appliquées; administrateur délégué Verzinkerij Lenssen-Genk.

## Carrière politique
- Bourgmestre de Maasmechelen.
- Ancien conseiller provincial (Limbourg).
- député belge :
  - du 14 juillet 2003 au 8 mars 2006, en remplacement de Patrick Dewael, ministre
  - du 8 mars 2006 au 2 mai 2007, en remplacement de Karel Pinxten, démissionnaire